# Тирсо-де-Молина (станция метро)
Тирсо-де-Молина (исп. Tirso de Molina) — станция Мадридского метрополитена.

## История
Станция была открыта 26 декабря 1921 года под названием «Прогрессо» и с платформами 60 м. 10 июля 1939 года станция получила нынешнее название «Тирсо-де-Молина», в честь испанского драматурга Тирсо де Молины. В 1960-х годах его платформы были расширены до 90 метров. В период с 2004 по 2005 год он был отремонтирован путем замены стен и хранилищ, так что в настоящее время он имеет желтый витрекс.
Человеческие останки монахов монастыря, которые находились на нынешней площади, находятся за стенами станции.
С 3 июля 2016 года станция была закрыта из-за ремонтных работ на линии 1 между станциями Плаза-де-Кастилья и Сьерра-де-Гуадалупе .  Линия была вновь открыта 13 ноября 2016 года, хотя 14 сентября были открыты участки Плаза-де-Кастилья — Куатро-Каминос и Альто-дель-Ареналь - Сьерра-де-Гуадалупе.